# Nokia N72
Le Nokia N72 est un téléphone mobile de Nokia. Il fut commercialisé en 2006 pour 300 €. Il est basé sur le Nokia N70 comporte Symbian v8.1, un appareil photo de 2 mégapixels et une radio FM. Il est  3G.

## Caractéristiques
- Système d'exploitation : Symbian OS v8.1a, S60 2d Edition Feature Pack 3
- Processeur TI OMAP 1710, ARM9 32-bit RISC CPU à 220 MHz
- RAM : 53 Mo RAM
- GSM/EDGE
- 109 × 53 × 21,8 mm pour 124 grammes
- Écran de définition 176 × 208 pixels
- Batterie de 1 020 mAh
- Mémoire : 20 Mo
- Appareil photo numérique de 2 MégaPixels
- Bluetooth 2.0  Stéréo
- Radio FM
- Vibreur
- DAS : 0,76 W/kg.